# Fiji Warriors
Le club des Fiji Warriors est une équipe de rugby à XV fidjienne participant au Pacific Challenge, un championnat supranational des îles du Pacifique.

## Histoire
Le club des Fiji Warriors est initialement une des deux équipes fidjiennes de Pacific Challenge, l'autre étant les Fiji Barbarians. Ils remportent leur premier titre en 2009. 

## Équipe (2007)
- Manager et Entraîneur : Etuate Waqa, Iliesa Tanivula
- Avants : Alefoso Yalayalatabua, Viliame Seuseu, Savenaca Driu, Tiko Matawalu, Sunia Koto(v/cap.), Aseri Buli, Langi Peters, Aseri Tale, Sainivalati Vunibola, Samu Vakaruru, Dale Tonawai, Sairusi Rokosalu, Jone Qovu, Viliame Mata.
- Arrières : Aporosa Vata (capitaine), Waisea Luveniyali, Luke Rogoyawa, Jerry Tuilevu, Simeli Tuiteci, Paula Tiko, Isoa Rokobici, Gabirieli Lovobalavu, Daniele Tabuakuru, Lloyd Hazelman, Kelemedi Bola, Taniela Rawaqa.

## Palmarès
- Vainqueur du Pacific Challenge en 2009, 2010, 2011, 2012, 2013, 2016, 2017, 2018, 2019, 2023.